# كريستوفوروس لوازو
كريستوفوروس لوازو هو لاعب كرة قدم ومدرب كرة قدم قبرصي في مركز حراسة المرمى، ولد في 10 سبتمبر 1969 في نيقوسيا في قبرص الشمالية. لعب مع أولمبياكوس نيقوسيا ونادي أومونيا.